# La Chapelle-en-Serval
La Chapelle-en-Serval é uma comuna francesa na região administrativa de Altos da França, no departamento de Oise. Estende-se por uma área de 10,81 km². Em 2010 a comuna tinha 3 230 habitantes (densidade: 298,8 hab./km²).